# Antonia (hija de Claudio)

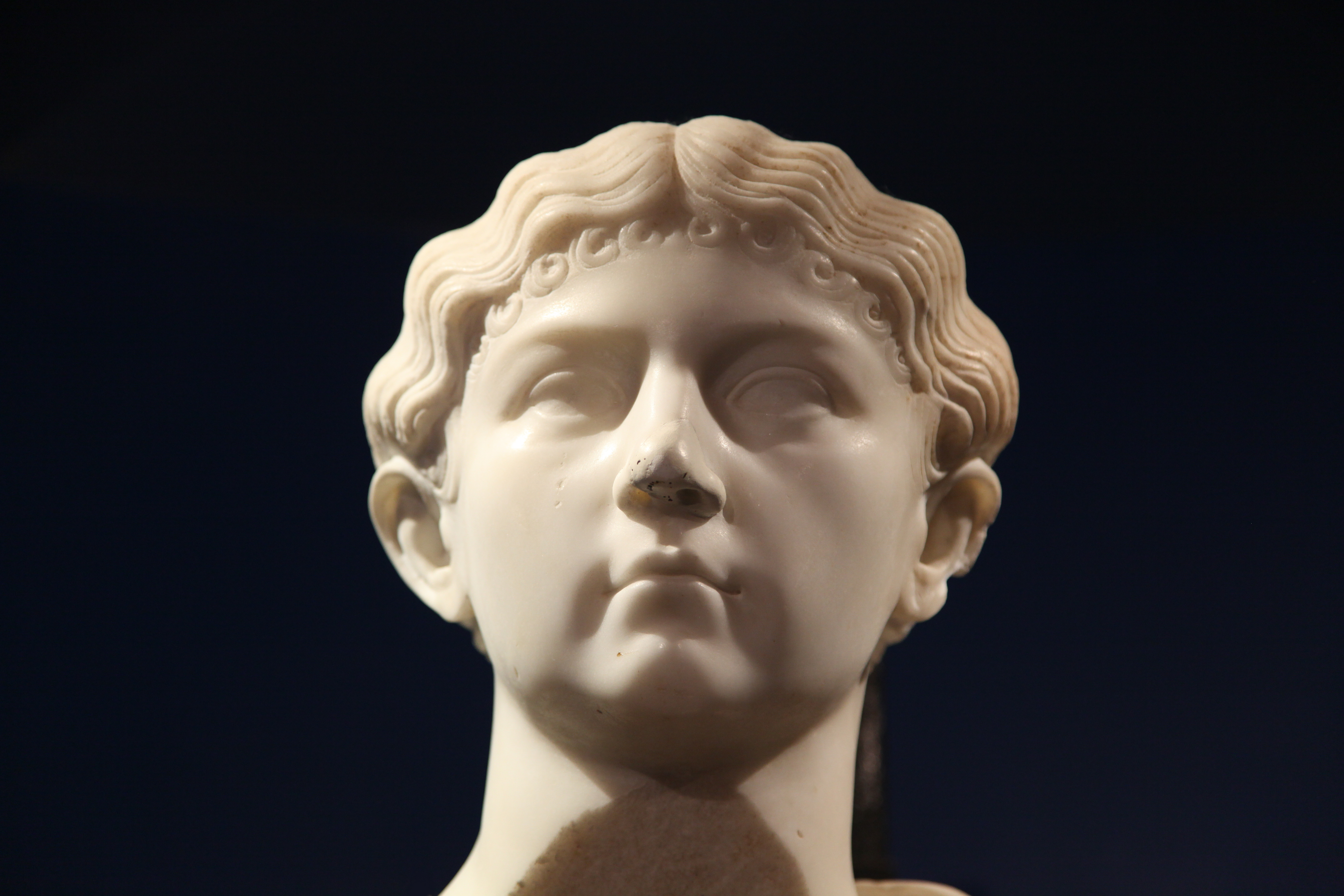
Cabeza de una estatua que representa a Antonia, y que fue hallada en la llamada Domus Romana (Malta).

Antonia  (28-66) fue una dama romana del siglo I, miembro de la dinastía Julio-Claudia.

## Familia y matrimonios
Nació en el año 28 del matrimonio entre el futuro emperador Claudio y Elia Petina, su segunda esposa. Sus padres se divorciaron tras su nacimiento. Casó en primeras nupcias con Cneo Pompeyo Magno, hijo de Marco Licinio Craso Frugi y descendiente de Pompeyo, y en segundas nupcias con Fausto Cornelio Sila Félix, medio hermano de Mesalina y descendiente de Marco Antonio.

## Ejecución
El emperador Nerón solicitó su mano tras la muerte de su segunda esposa Popea Sabina. Antonia rechazó la propuesta y Nerón ordenó ejecutarla en el año 66  acusándola de participar en la conjura de Pisón. Según cuenta Tácito, restándole crédito, estaba previsto que acompañara a Pisón a los cuarteles de la guardia pretoriana para mostrar su apoyo a la conjura.

## En la cultura popular
Es un personaje secundario de la novela "Yo, Claudio", donde su autor Robert Graves, haciendo eco de lo contado por Suetonio en Vidas de los doce Césares, dramatiza los hechos que desencadenaron en el divorcio de su primer esposo: infidelidad con un joven, a quien en el libro se le da la identidad de Lícidas, un esclavo suyo.